# Kristallspiegel der philosophischen Lehrsysteme
| Tibetische Bezeichnung                                                                                   |
| --- |
| Wylie-Transliteration: grub mtha’ shel gyi me long                                                       |
| Chinesische Bezeichnung                                                                                  |
| Vereinfacht: 土观宗派源流; 土观宗教流派镜史; 宗派源流; 宗教流派镜史                                      |
| Pinyin:Tuguan zongpai yuanliu; Tuguan zongjiao liupai jing shi; Zongpai yuanliu; Zongjiao liupai jingshi |

Kristallspiegel der philosophischen Lehrsysteme (tib.: grub mtha’ shel gyi me long) oder Kristallspiegel der Lehrmeinungen bzw. Kristallspiegel der Lehrsysteme  ist ein tibetisches historisches Werk von Thuken Lobsang Chökyi Nyima (thu'u bkwan blo bzang chos kyi nyi ma; 1737–1802).

## Einführung
Das Werk aus dem Jahr 1801 des Historikers aus der Gelug-Schule des tibetischen Buddhismus behandelt die wichtigsten Schulen Indiens, sowohl nicht-buddhistische als auch buddhistische, sowie die ganze Spannbreite der tibetischen Traditionen: Bön-Religion und tibetischen Buddhismus mit Kapiteln zu den einzelnen Schulen Nyingma, Sakya, Kadam, Kagyu, Gelug, Shiche, Cö und Jonang. Darüber hinaus beschreibt es die chinesischen Haupttraditionen: Konfuzianismus, Daoismus und Buddhismus sowie die der Mongolei, Khotans und auch Shambhalas.
Dieses Buch ist ein Spätwerk unter den von tibetisch-buddhistischen Gelehrten verfassten historischen Büchern. Es beschreibt nicht nur die Ursprünge und Umstände der verschiedenen Schulen in den verschiedenen Regionen, in denen sich der Buddhismus verbreitet hat, sondern gibt auch einen kurzen Überblick über die Ideen anderer Schulen und Strömungen außerhalb des Buddhismus. Die Doktrinen und Lehren der wichtigen tibetischen Schulen werden kurz beschrieben und ihre eigenen Ansichten werden dargelegt. Auch die in den han-chinesischen Gebieten beliebten Schulen werden gebührend gewürdigt.

Der Tibetologe Dan Martin urteilt über das Werk: 

„While strictly speaking belonging to a doctrinal rather than a historical genre, it does contain much of historical interest.“

In einer englischen Übersetzung erschien das Werk als Band 25 der Library of Tibetan Classics unter dem Titel The Crystal Mirror of Philosophical Systems: A Tibetan Study of Asian Religions Thought.

## Textbeispiel (Zitat)
Über den Desi Tsangpa Karma Tenkyong Wangpo (Karma bstan skyong dbang po; 1605–1642; reg. 1621–1642), den letzten Herrscher der Tsangpa-Dynastie berichtet das Werk beispielsweise das Folgende (nach Karénina Kollmar-Paulenz):

Zu jener Zeit war der König von dBus und gTsang der sDe srid gTsang pa. Dieser unterstützte als Meister der geistlichen Gabenherrn die Kar ma pa und hielt zu ihnen, indem er viel Zurückweisung hinsichtlich der dGe lugs pa ausübte. Dieser König [= Gushri Khan], zusammen mit einer grossen Ansammlung von Truppen, zog in dBus und gTsang ein und besiegte das gesamte Heer des gTsang pa, nahm den gTsang pa-Fürsten und seine Minister gefangen und warf sie daraufhin in das Gefängnis in ihrem Heimatort Ne'u in dBus. Er brachte alle Gegenden von dBus und gTsang unter seine Macht. Er wurde zum König aller drei Provinzen von Tibet und etablierte bis Vollendung als Regierung den weissen Schirm der Gesetze. Er vernichtete sämtliche Menschen, die nicht diszipliniert gewesen waren, so dass sie durch Zurückweisung die dGe lugs pa beleidigt hatten."